# Rangda

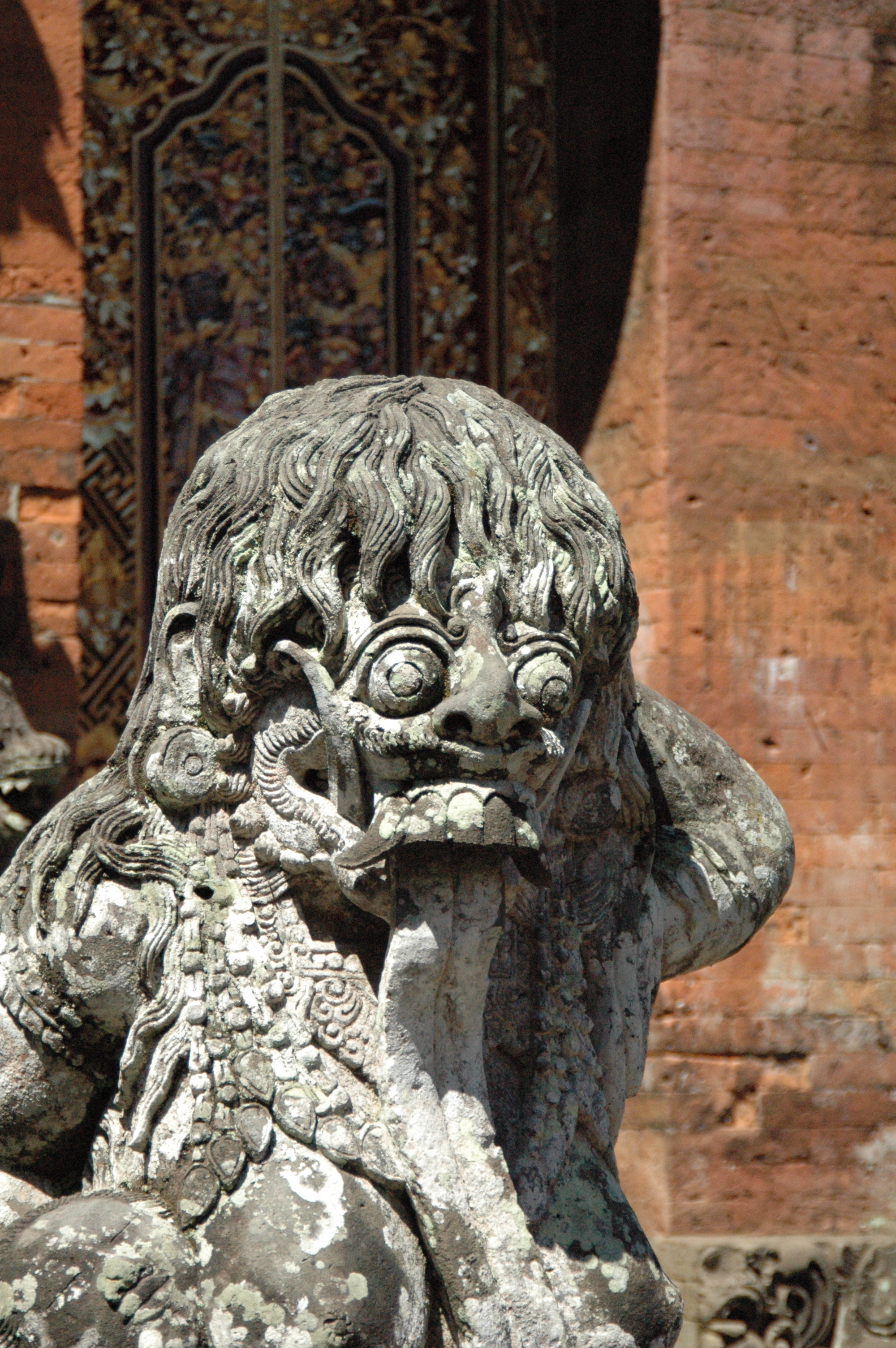
Rangda bij een Balinese tempel

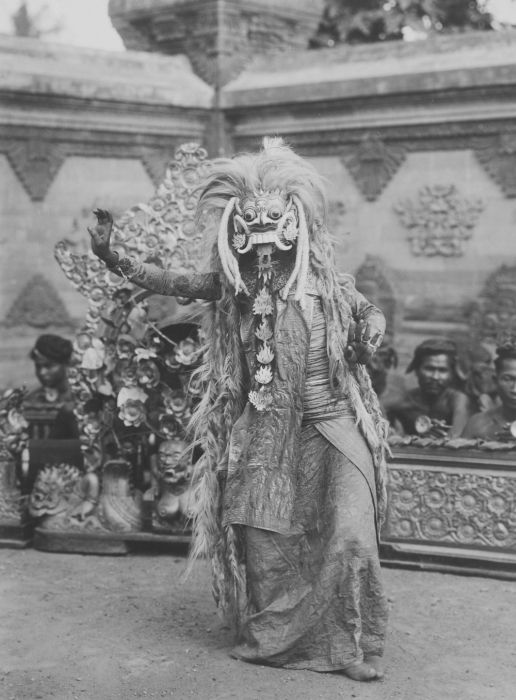
Een Balinese danseres met een masker van Rangda de heksweduwe tijdens een Calon Arang dansvoorstelling met gamelanorkest, Wereldmuseum Amsterdam

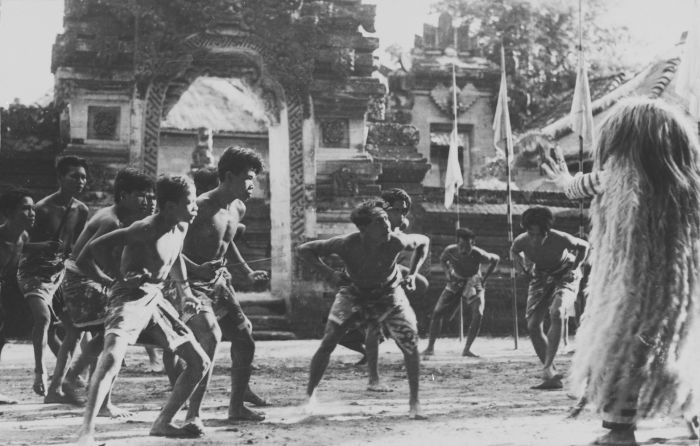
Calon Arang dansvoorstelling met Rangda de heksweduwe voor een puri of pura, Wereldmuseum Amsterdam

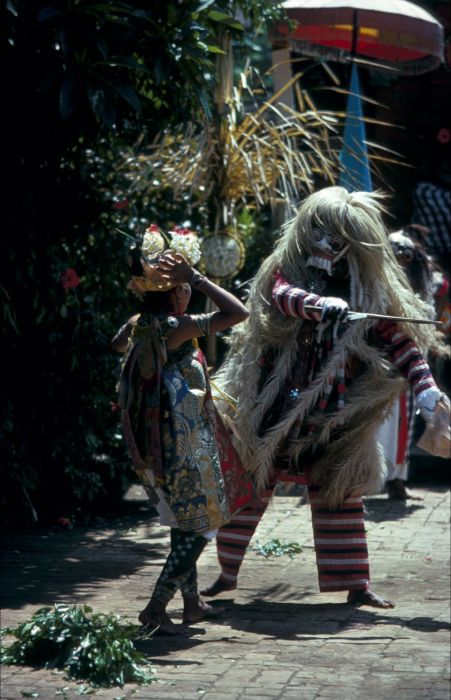
Rangda tijdens een Barong en krisdans, Wereldmuseum Amsterdam

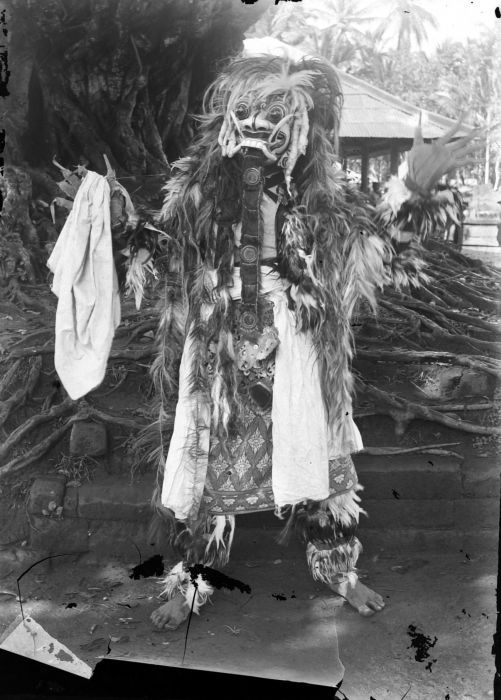
Rangda

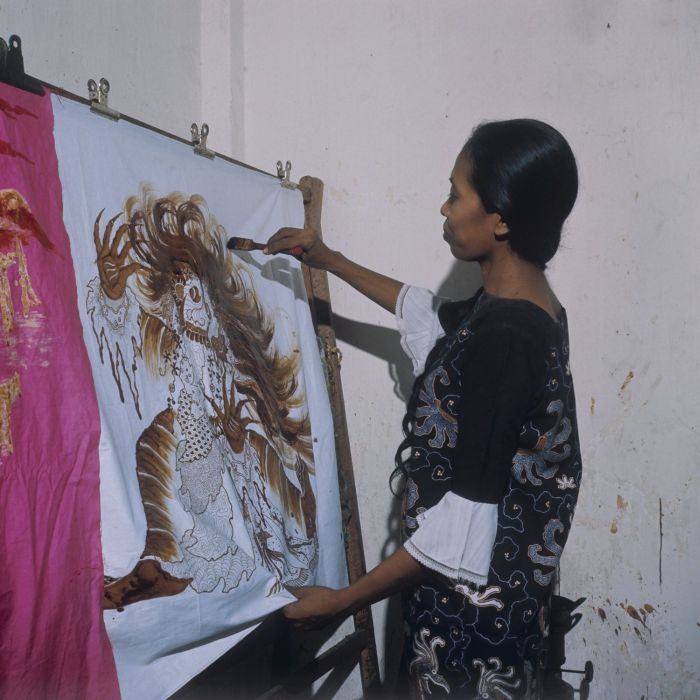
Een batikster tijdens het vervaardigen van een doek met een afbeelding van Rangda

Rangda is in de Indonesische mythologie de demonenkoningin van Bali. Ze is de aanvoerster van een leger heksen en vecht tegen Barong. Rangda betekent weduwe.

## Eigenschappen
Rangda heeft een vlammende tong, hangborsten, klauwen en rollende ogen. Ze eet kinderen en wordt in verband gebracht met Kali en Durga. De kleuren wit, zwart en rood horen bij Rangda en bij Kali. 
In bepaalde gebieden op Bali wordt Rangda als beschermende kracht gezien.
Er wordt verondersteld dat Rangda afgeleid is van een Javaanse koningin (Mahendradatta of Gunapriyadharmapatni) uit de elfde eeuw, die door de koning (Udayana Warmadewa of Dharmodayana) werd verbannen vanwege hekserij. Uit wraak probeerde Rangda het rijk te vernietigen, de halve Balinese bevolking stierf aan de pest. Het land was inmiddels van haar en haar zoon (Erlangga), voordat een heilige haar kon stoppen.

## Dans
Mensen verzamelen zich bij de dodentempel, de Pura Dalem (tempel gewijd aan Shiva en Durga). Vrouwen nemen offergaven mee. Bij de tempel worden parasols gebruikt. Als er ziekte of tegenslag in het dorp heerst, wordt de dans uitgevoerd. Boze geesten en demonen komen uit de richting van de zee naar het dorp. Door het verhaal over de weduwe Rangda en Barong opnieuw af te spelen, wordt de harmonie in de kosmos bevestigd. De strijd zal onbeslist eindigen. 
De Barong bestaat uit een masker en lichaam, dat door twee mannen wordt gedragen. Ook Rangda wordt uitgebeeld door een masker. De maskers wordt als heilig beschouwd. De Rangda wordt niet gedood, ze trekt zich terug. De feesten op Bali zijn geen jaarfeesten, een priester bestelt volgens een uitgebreid stelsel van voorschriften welk tijdstip geschikt is. De geboorte van een tweeling of een moord kan ervoor zorgen dat een feest niet doorgaat, omdat de harmonie in de kosmos is verstoord. Die verstoring kan ook juist aanleiding zijn voor feesten en rituelen. 

## Afbeeldingen

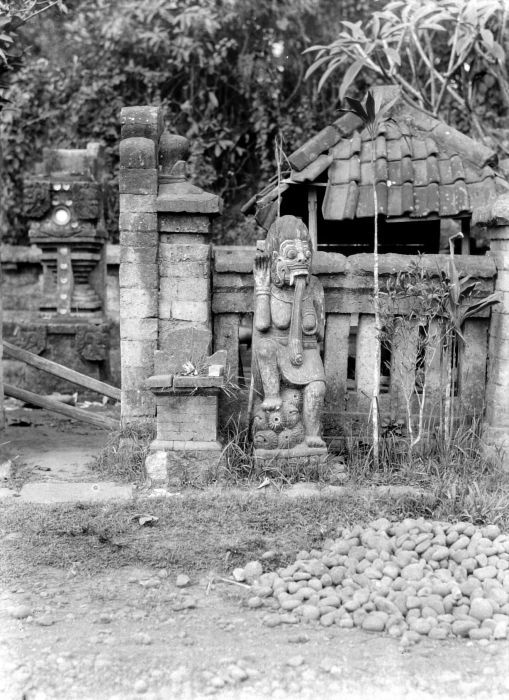
Beeld bij de ingang van een huistempel
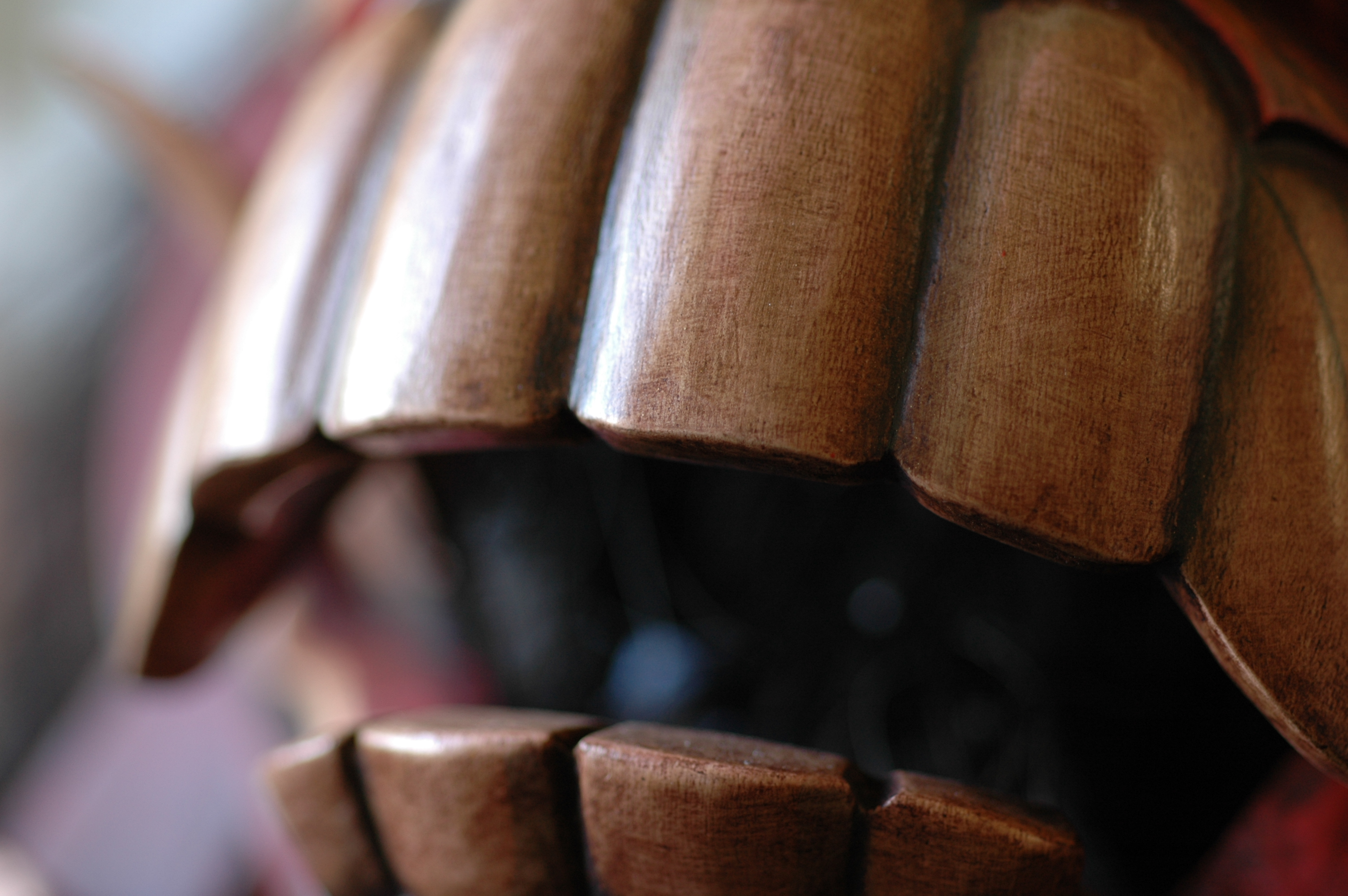
De tanden van een masker uit Bali
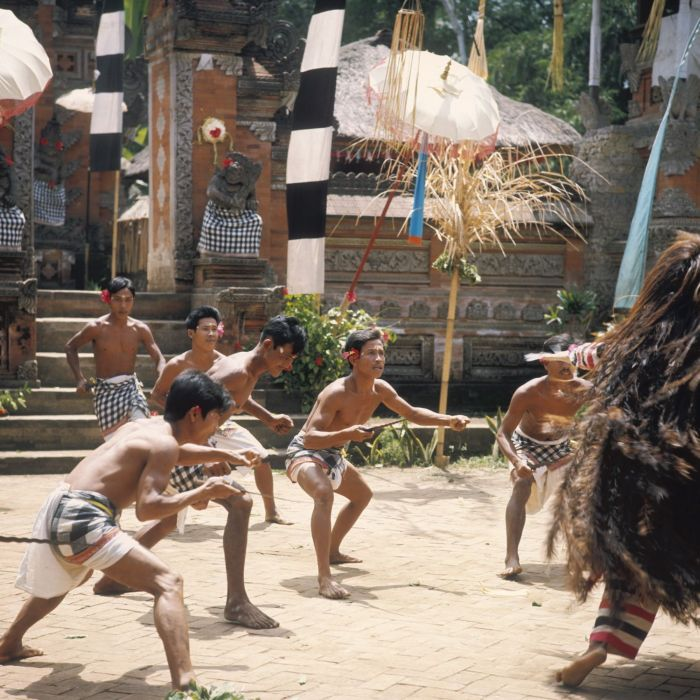
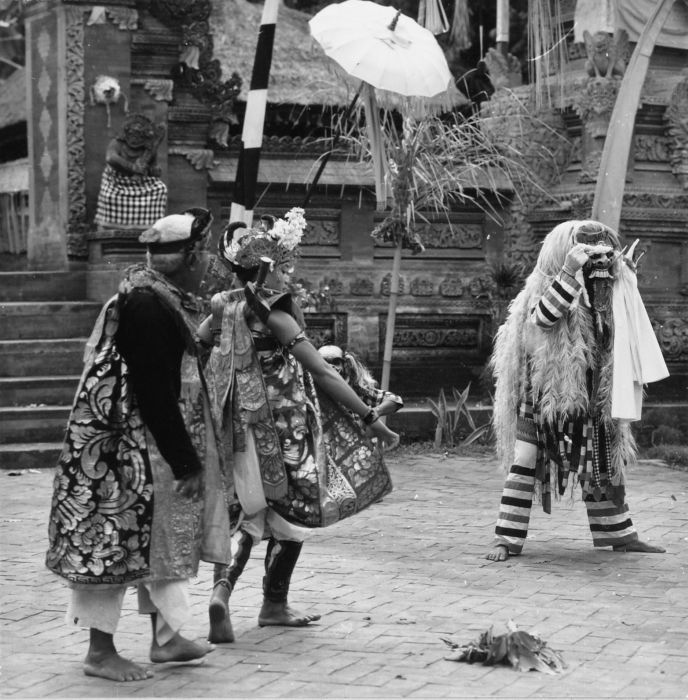
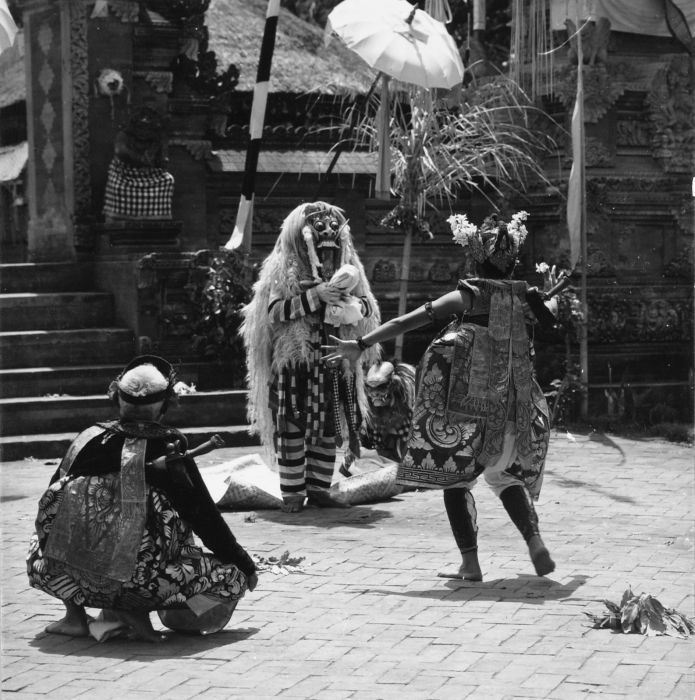
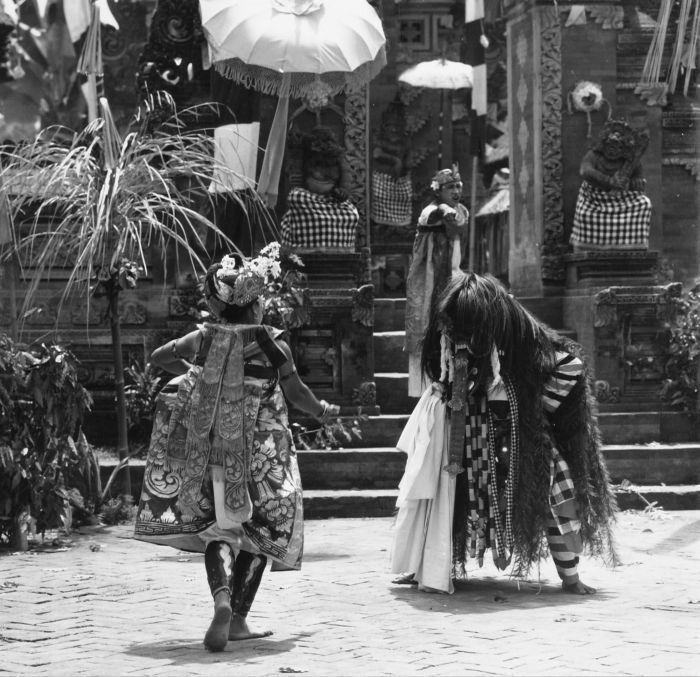
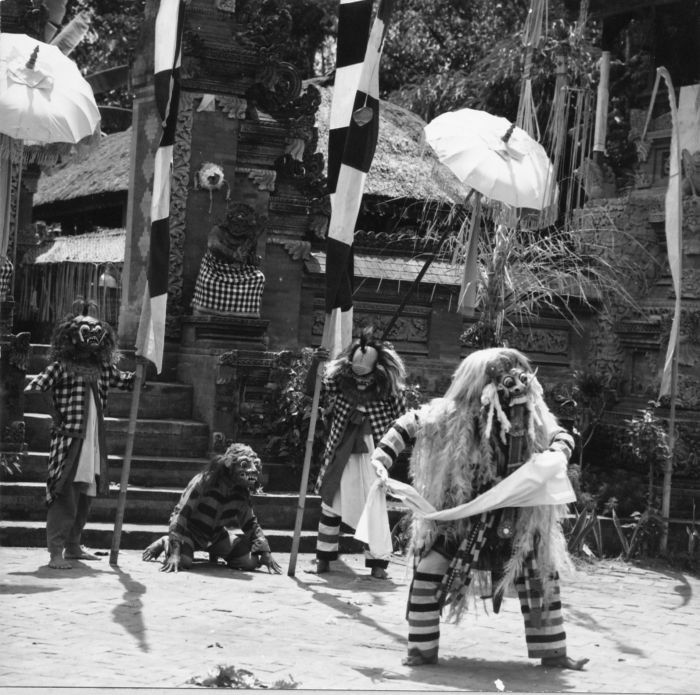
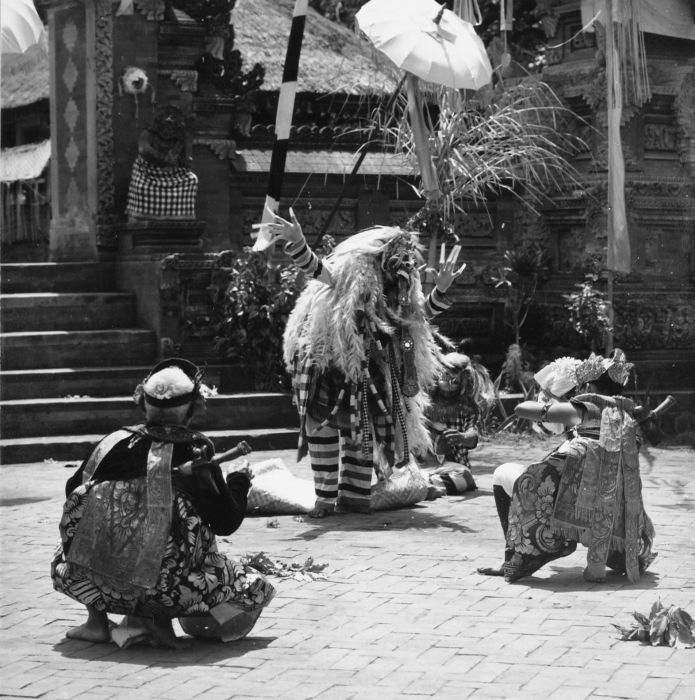
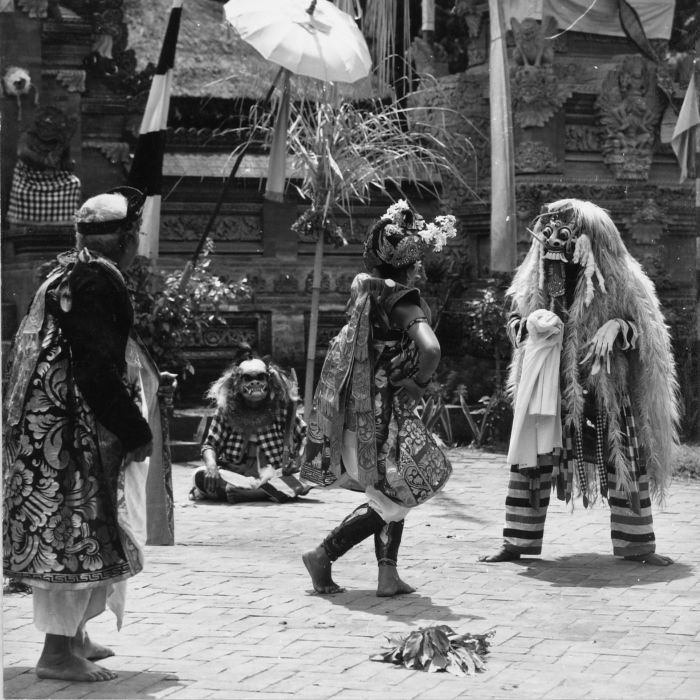
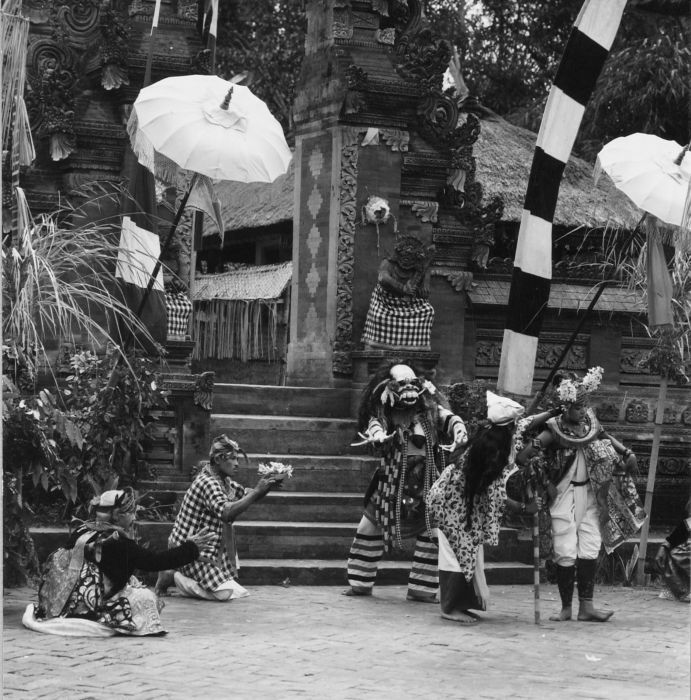
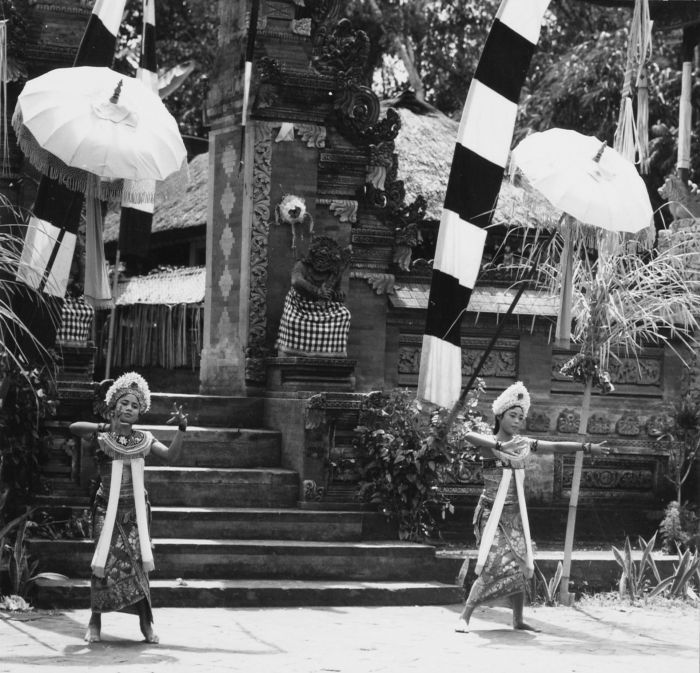
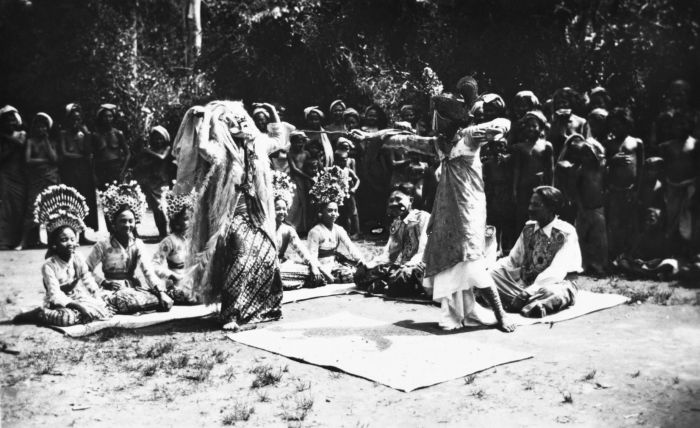
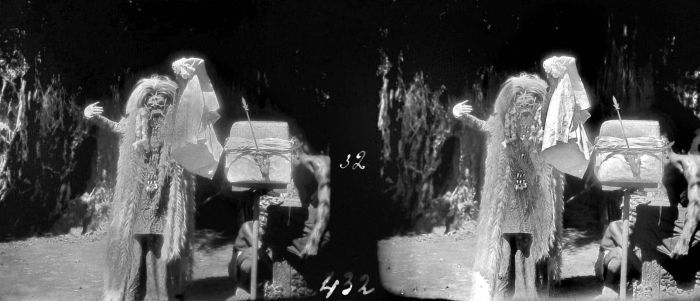
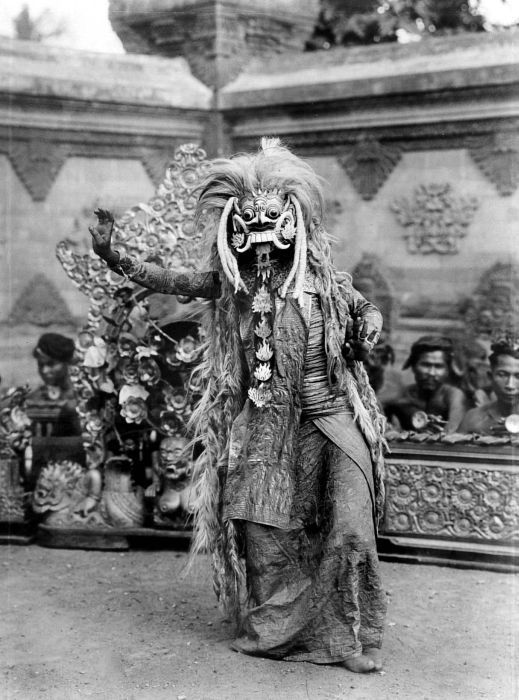
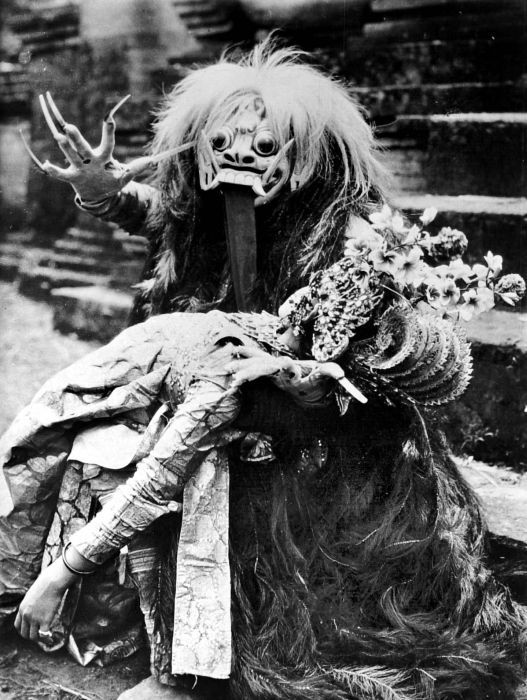
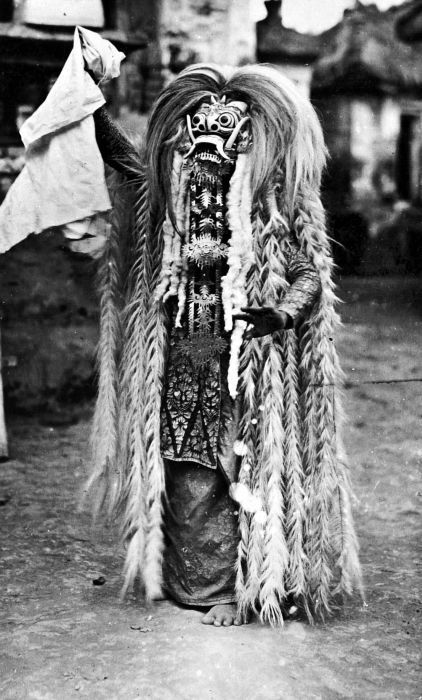

## Calon Arang
Calon Arang is een volksverhaal uit Indonesië. 

### Het verhaal
Toen de Oost-Javaanse koning Airlangga over Daha regeerde, leefde in Girah een vorstin. Zij was de weduwe Calon Arang en ze heeft een dochter, Ratna Manggali. Geen enkele man durft haar te benaderen, want de weduwe houdt zich met kwade zaken bezig. Calon Arang zoekt toverformules en samen met haar volgelingen gaat ze naar een kerkhof. Ze smeekt om de gunst van Durga en dansen voor de Pura Mrajapatih (de tempel van de godin). De godin verschijnt met haar gevolg en Calon Arang maakt een sembah. Calon Arang wil alle mensen in het verderf storten als wraak. Durga stemt in, maar Calon Arang moet de stad en het hof van de koning met rust laten. 
Calon Arang gaat naar een viersprong en danst de hele nacht. Mensen in alle dorpen worden ziek en het nieuws bereikt het paleis. De onverklaarbare epidemie wordt aan toverkracht toegeschreven. De mensen verklaren dat de weduwe hulde brengt aan Bhagawati en ze danst 's nachts bij de viersprong. De dapperste soldaten moeten de weduwe doden en als ze Girah bereiken, sluipen ze het huis van de weduwe binnen. Als een soldaat wil toeslaan, valt zijn kris op de grond en Calon Arang wordt wakker. De soldaat wordt door vlammen verteerd en de andere soldaten vluchten. 
Calon Arang wil wraak en gaat opnieuw met haar boek naar het kerkhof, ze brengt een bijzonder offer. Ze wekt het lichaam van een dode opnieuw tot leven (zie necromantie en dodenbezweerder) en de godin is erg ingenomen en geeft Calon Arang nog meer macht. De weduwe danst met haar volgelingen op de viersprong en zaait dood en verderf. De mensen vluchten uit de dorpen en alleen geesten dwalen rond. De koning roept alle kluizenaars, wijzen, leraren en priesters bijeen om raad en ze brengen een offer aan Shiva (de man van Durga). Alleen Bharadah kan redding brengen en de vorst laat een dienaar naar hem gaan. De wijze stuurt eerst zijn leerling Bahula mee, hij zal om de hand van Manggali vragen. De vorst zal een koopsom moeten voldoen.
Bahula gaat naar de weduwe en vraagt de hand van haar dochter. Hij geeft kostbaarheden van de koning en een huwelijk volgt al snel. Bahula en Manggali zijn erg gelukkig en de schoonmoeder vertrekt. Ze keert middernacht terug en Bahula is nieuwsgierig, Manggali vertelt wat er aan de hand is. Manggali wil het boek zien en kan niks bijzonders ontdekken. Hij brengt het boek naar zijn leraar, de heilige kan ook niks bijzonders ontdekken. De volgende dag zal de heilige volgen en hij brengt onderweg genezing aan de bevolking. Hij wekt doden weer tot leven en ontmoet de leerlingen van Calon Arang. De leerlingen willen bevrijd worden van de zonde.  
Bhagwati waarschuwt Calon Arang voor de ondergang en de weduwe vraagt de heilige om onderwijs in het goede. De heilige vertelt dat ze alleen bevrijd kan worden van de zonde door de dood en de doden die zij op haar geweten heeft, moeten verlossing gevonden hebben. Er groeit een demonisch vuur in de ogen van de weduwe en ze danst met schokkende bewegingen. Ze verandert een waringin in een hoopje as. De vlammen razen rond Bharadah, maar hij blijft ongedeerd. Het noodlot wil dat de weduwe sterft en ze stort ter aarde. De heilige wekt haar tot leven om de weg naar de hemel te wijzen. Calon Arang sterft en is bevrijd van haar zonde, het lichaam wordt verbrand. 
Er wordt een zoenoffer bereid voor Calon Arang, bekostigd door de vorst. De plaats waar Calon Arang stierf werd een heiligdom en kreeg de naam Rabutgirah. De rust in het rijk is hersteld.